# Revda
Pour la commune de l'oblast de Mourmansk, voir Revda (oblast de Mourmansk).
Revda (en russe : Ревда) est une ville de l'oblast de Sverdlovsk, en Russie, et le centre administratif du raïon de Revda. Sa population s'élevait à 62 209 habitants en 2015.

## Géographie
Revda se trouve dans l'Oural, sur les bords d'un étang, à proximité du point de confluence entre les rivières Revda et Tchoussovaïa. Elle est située à 41 km à l'ouest de Iekaterinbourg et immédiatement au sud de la ville de Pervoouralsk, avec laquelle elle forme une seule agglomération. Revda se présente comme « la première ville d'Europe », étant la plus proche de la limite conventionnelle entre l'Europe et l'Asie.

## Histoire
L'origine de la ville remonte à 1731, date de la fondation d'une usine sidérurgique par Akinfiy Demidoff. La première coulée de fonte eut lieu le 4 septembre 1734. Revda est connue pour ses nombreuses émeutes de charbonniers, dont la plus importante eut lieu en 1841. Revda accéda au statut de commune urbaine en 1929, puis à celui de ville le 3 mai 1935.

## Population
Recensements (*) ou estimations de la population
| 1926* | 1939*  | 1959*  | 1970*  | 1979*  | 1989*  |
| ----- | ------ | ------ | ------ | ------ | ------ |
| 9 881 | 32 191 | 54 870 | 59 114 | 62 943 | 65 757 |

| 2002*  | 2010*  | 2012   | 2013   | 2014   | 2015   |
| ------ | ------ | ------ | ------ | ------ | ------ |
| 62 667 | 61 875 | 61 775 | 61 826 | 61 974 | 62 209 |

## Économie
L'économie de Revda repose sur l'extraction minière et la métallurgie des métaux non ferreux, que se partagent trois conglomérats qui dominent ce secteur dans l'Oural :
• SOuMZ ou OAO Sredneouralski Medeplavilny Zavod (ОАО "Среднеуральский медеплавильный завод") qui appartient au groupe OuGMK (УГМК) : Compagnie minière et métallurgique de l'Oural (Уральская горно-металлургическая компания : Ouralskaïa gorno-métallourguitcheskaïa kompania), également connue sous son abréviation anglaise : UMMC. Deuxième producteur de cuivre de Russie. L'usine SOuMZ a une capacité de production de :
130 000 tonnes de cuivre ;
620 000 tonnes d'acide sulfurique ;
500 000 tonnes de superphosphates ;
8 000 tonnes de xanthate ;
et du tripolyphosphate de sodium (utilisé pour la production de détergent synthétique).
L'usine alimente également en chauffage la moitié de la ville de Revda.
• L’usine de métaux non-ferreux de Revda (АООТ "Металлургический холдинг") : usine spécialisée dans la fabrication de tubes spéciaux en métaux non-ferreux.
Cette industrie a fait de la région située entre Revda et Pervoouralsk une des plus polluées de Russie. Des métaux lourds se trouvent en quantités importantes dans le sol et dans la rivière Tchoussovaïa.

## Transports
La ville possède une gare de chemin de fer sur la ligne Kazan – Iekaterinbourg.

## Tourisme
Près de Revda, le mont Voltchitcha, haut de 529 m, est l'un des points les plus élevés de l'Oural central et une station de ski y a été aménagée.